# Chico (Fußballspieler, März 1987)
Chico (* 6. März 1987 in Cádiz; bürgerlich José Manuel Flores Moreno) ist ein spanischer ehemaliger Fußballspieler.

## Anfänge in Spanien
Chico begann seine Karriere in der Jugendabteilung seines Heimatvereins FC Cádiz. Zur Saison 2006/07 wurde er in den Profikader hochgezogen und absolvierte drei Pflichtspiele in der Segunda División. Zwischen 2007 und 2008 wurde er an Racing Club Portuense und die zweite Mannschaft des FC Barcelona verliehen. Im Sommer 2008 folgte der Wechsel zu UD Almería.

## CFC Genua und RCD Mallorca
Ende Juli 2010 unterzeichnete er nach langen Verhandlungen einen Vertrag beim CFC Genua in der Serie A. Die Ablösesumme betrug circa vier Millionen Euro. In seiner ersten und einzigen Saison in Italien absolvierte er nicht einmal die Hälfte aller Ligaspiele. Am 22. Juli 2011 wurde er für ein Jahr, plus Kaufoption an RCD Mallorca ausgeliehen. Für Mallorca kam er in der Saison 2011/12 in 33 Spielen zum Einsatz.

## Swansea City
Am 10. Juli 2012 unterschrieb Chico einen Drei-Jahres-Vertrag beim Premier-League-Verein Swansea City. Sein Ligadebüt feierte er am 18. August desselben Jahres, als er an der Loftus Road über neunzig Minuten gegen die Queens Park Rangers zum Einsatz kam.
Am 6. April 2013 verlängerte er seinen Vertrag bei den Schwänen bis Juni 2016. Zur Saison 2014/15 wechselte Chico zu Lekhwiya in Katar. Er blieb dort drei Jahre, feierte mit dem Verein zwei Landesmeisterschaften und war dann in Spanien beim FC Granada aktiv. Anschließend ging er zu Rubin Kasan und beendete dann seine Karriere mit einem Jahr bei CF Fuenlabrada in der zweiten Liga.

## Nationalmannschaft
Im Oktober 2008 machte Chico sein Debüt für die spanische U-21-Auswahl. Bei der U-21-Europameisterschaft 2009 in Schweden kam er im Gruppenspiel gegen Deutschland zum Einsatz.